# Assimil
Assimil es una compañía francesa de instrucción de lenguas, fundada por Alphonse Chérel en 1929. 
Assimil diseña y publica cursos en idiomas extranjeros, que comenzaron con su primer libro "Anglais Sans Peine" ("Inglés Sin Esfuerzo"). 
Desde entonces, la compañía ha aumentado el número de idiomas y continúa publicando hoy. Cada trabajo es subtitulado "sin esfuerzo". Las primeras versiones inglesas eran subtituladas "sin trabajo" ("sans peine"= sin trabajo/esfuerzo), pero las ediciones inglesas más recientes se subtitulan "con facilidad".

## El método
Su método para enseñar idiomas extranjeros es a través de la escucha de discos o cintas y de la lectura de un libro con el texto que estás escuchando, en contraposición al texto del libro está el mismo texto pero en otro idioma que bien puede ser la lengua materna del aprendiz. 
Los productos de la colección "sin esfuerzo" se componen de dos elementos: grabaciones (en disco compacto o en casete) y libros (que incluyen el texto de las lecciones, las explicaciones gramaticales, y de los ejercicios corregidos). Algunos cursos están también disponibles bajo el formato de software.
El método de Assimil es un conjunto de trabajos previstos para el autoaprendizaje de los idiomas y basado en la repetición y la comprensión pasiva y activa.  Este método se centra en aprender oraciones enteras, para aprender la gramática orgánicamente. Comienza con una fase pasiva larga solamente de lectura y escucha, y agrega eventuales ejercicios activos. La mayoría de los libros contienen alrededor de 100 lecciones, con la fase activa comenzando en la lección 50 (aunque algunos usuarios proponen mejoras).
Este método se hizo muy famoso por la primera oración del "Inglés sin esfuerzo": "My tailor is rich" ("Mi sastre es rico"), que fue parodiada y tomada muchas veces como ejemplo de lenguaje forzado o inverosímil. Los textos y las ilustraciones son a menudo chistosos. La repetición de las oraciones se simplifica si uno tiene los casetes o el disco compacto. Hacen posible al estudiante reforzar su memoria todo el día, por ejemplo, en el medio de transporte. El sistema es criticado de forma paródica y con grandes dosis de humor en la canción "Me do parlez vous français" de Mecano, la cual no vio la luz en su versión original sino en la versión compuesta para Alaska y su programa La bola de cristal, con el nombre de "Abracadabra".
El grupo español Los Toreros Muertos también parodian la oración "My tailor is rich" en su canción "On The Desk".

## Origen del nombre
La palabra "Assimil" viene de la asimilación. 

## Productos
La compañía publica varias series diversas: 
- Serie Sin esfuerzo, que enseña reglas básicas de la gramática y de un vocabulario de 2000-3000 palabras.
- Perfeccionamiento, que enseña idiosincrasias e idiomas más avanzados de la lengua objetivo.
- Negocios, que se centra en vocabulario relacionado con negocios internacionales.
- Frases idiomáticas, que enseña frases idiomáticas comunes.
- De viaje, que sirve como compañero del recorrido.
- Argot, para el uso contemporáneo del argot .
- Infantil, que es para introducir una lengua a los 3 años de edad.